# Avast Secure Browser
Avast Secure Browser (アバストセキュアブラウザ、旧称:Avast! SafeZone) は、2016年からAvast Antivirusのインストーラーにオプションで含まれているAvast SoftwareのWebブラウザ。ウェブサイトでも利用可能で、オープンソースのChromiumプロジェクトをベースにしている。Microsoft Windows、macOS、iOS、Androidに対応している。
Avast Online Security は、Google Chrome、Microsoft Edge、Mozilla Firefox、Operaブラウザ用の拡張機能で、Avast Secure Browser と同様の機能をいくつか持っている。
また、無料版のAvast Secure Browserだけでなく、 Avast Secure Browser Proという有料版もある。

## イベント

### 2016年
2016年3月24日 - 「Avast Safezone Browser」を発売。

### 2018年
2018年4月6日 - Avast Secure Browserを発売。

## 歴史
当初、Avast Secure Browser は Avast Antivirus の有償版にバンドルされていた。2016年3月、Avastは無料版にもバンドルするようになった。Avast Secure Browserは、当初「SafeZone」と呼ばれていたが、2018年初めに「Avast Secure Browser」としてリニューアルされ、再ブランド化された。
リニューアル前のSafeZoneのデザインは、Operaブラウザに似ていて、SafeZoneは、ユーザーが金融やショッピングのサイトを訪問してオンライン取引を行う際に、自動的にオンになった。
2015年12月、Tavis Ormandyは、ハッカーがAvast SafeZone Browserユーザーのブラウザに悪意のあるJavaScriptコードを挿入することができるセキュリティ脆弱性を特定した。Avast はすぐに一時的な修正プログラムを展開し、数日後に脆弱性を修復した。

## 機能
- Video Downloader:ユーザーが選択したウェブサイト上で視聴しているビデオをダウンロードするためのプラグイン。ビデオの画質を選択できるほか、場合によってはビデオの音声をオーディオファイルとしてダウンロードすることもできる。
- Anti-tracking and anti-fingerprinting:ユーザーのプロファイルを作成するために使用される可能性のある、ユーザーのコンピュータや閲覧履歴に関する情報の収集を防止するソフトウェア。